# Una moglie per papà (serie televisiva)
Una moglie per papà (The Courtship of Eddie's Father) è una serie televisiva statunitense in 73 episodi trasmessi per la prima volta nel corso di 3 stagioni dal 1969 al 1972.
È una sitcom incentrata sulle vicende del vedovo Tom Corbett (interpretato da Bill Bixby), un editore di riviste, e del figlio di sei anni, Eddie (interpretato da Brandon Cruz), che crede che suo padre dovrebbe risposarsi e manipola le situazioni riguardanti gli incontri con le donne del genitore. È basata sul film Una fidanzata per papà del 1963 (a sua volta ispirato ad un romanzo di Mark Toby).

## Trama
Tom Corbett è rimasto vedovo e deve crescere suo figlio Eddie (originariamente sei-sette anni) al quale è molto affezionato. Il bambino pensa sempre che la cosa migliore sarebbe se suo padre potesse risposarsi. Tom è l'editore di una rivista, la signora Livingston è la sua governante, Tina la segretaria di Tom, Norman un fotografo e Joey un'amica di Eddie.

## Personaggi e interpreti

### Personaggi principali
- Tom Corbett (73 episodi, 1969-1972), interpretato da Bill Bixby.
- Eddie Corbett (73 episodi, 1969-1972), interpretato da Brandon Cruz.
- Mrs. Livingston (66 episodi, 1969-1972), interpretata da Miyoshi Umeki.
- Tina Rickles (47 episodi, 1969-1972), interpretata da Kristina Holland.
- Norman Tinker (44 episodi, 1969-1972), interpretato da James Komack.

### Personaggi secondari
- Max Kelly (7 episodi, 1969-1972), interpretato da James Cole.
- Frank Komosori (7 episodi, 1969-1972), interpretato da Mitchell Sakamoto.
- Joey Kelly (5 episodi, 1969-1971), interpretato da Jodie Foster.
- Gus (4 episodi, 1970-1972), interpretato da Hal Cooper.
- Harold O'Brien (4 episodi, 1971-1972), interpretato da Willie Aames.
- Elsie (3 episodi, 1970-1971), interpretata da Gabie Grammer.
- Joe Kelly (3 episodi, 1969-1970), interpretato da David Ketchum.
- Annie Dempsey (2 episodi, 1971-1972), interpretata da Anne Meara.
- Mr. Landon (2 episodi, 1971-1972), interpretato da Jerry Stiller.
- Alex (2 episodi, 1971), interpretato da Ned York.
- Harry (2 episodi, 1969-1971), interpretato da Bruce Kirby.
- Cissy Drummond-Randolph (2 episodi, 1970-1971), interpretata da Tippi Hedren.
- Sy Freeman (2 episodi, 1971-1972), interpretato da Alan Oppenheimer.
- maggiore Pritchett (2 episodi, 1971-1972), interpretato da Ivor Barry.
- Jay (2 episodi, 1971-1972), interpretato da Joey Douglas.
- Mr. Prescott (2 episodi, 1971-1972), interpretato da Allan Drake.

## Produzione

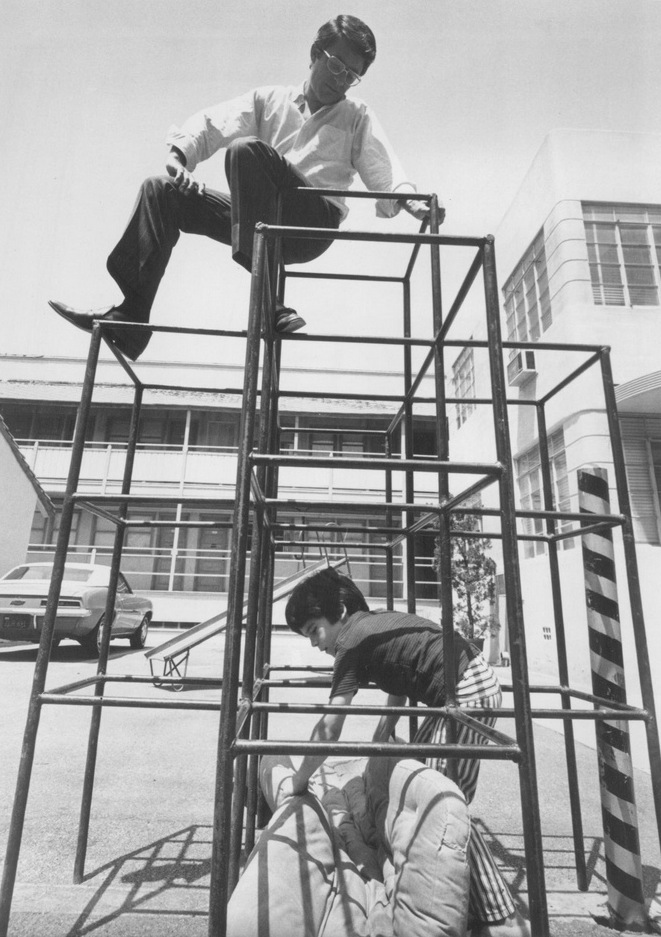
Bill Bixby e Brandon Cruz nel 1970

La serie, ideata da James Komack, fu prodotta da MGM Television e girata negli studios della Metro-Goldwyn-Mayer a Culver City in California. Le musiche furono composte da George Aliceson Tipton.

### Registi
Tra i registi sono accreditati:
- Hal Cooper in 27 episodi (1969-1972)
- Ralph Senensky in 9 episodi (1969-1970)
- Bill Bixby in 8 episodi (1970-1972)
- James Komack in 7 episodi (1969-1972)
- Harry Falk in 7 episodi (1971)
- Gary Nelson in 3 episodi (1970-1972)
- Don Weis in 3 episodi (1970-1971)
- Bob Sweeney in 2 episodi (1970)

### Sceneggiatori
Tra gli sceneggiatori sono accreditati:
- Mark Toby in 73 episodi (1969-1972)
- Stan Cutler in 27 episodi (1969-1972)
- Martin Donovan in 27 episodi (1969-1972)
- Peggy Chantler Dick in 12 episodi (1969-1971)
- James Komack in 7 episodi (1969-1972)
- Joanna Lee in 7 episodi (1969-1971)
- Shirley Gordon in 6 episodi (1970-1971)
- Bob Rodgers in 4 episodi (1970-1971)
- Blanche Hanalis in 3 episodi (1970-1971)
- Alan J. Levitt in 3 episodi (1971-1972)
- Carl Kleinschmitt in 2 episodi (1969)
- Ken Pettus in 2 episodi (1969)
- Martin Ragaway in 2 episodi (1971-1972)

## Distribuzione
La serie fu trasmessa negli Stati Uniti dal 17 settembre 1969 al 14 giugno 1972 sulla rete televisiva ABC.
In Italia è stata trasmessa con il titolo Una moglie per papà.
Alcune delle uscite internazionali sono state:
- in Spagna (Buscando novia a papá)
- in Germania Ovest (Eddies Vater)
- in Venezuela (Se busca novia a papá)
- in Italia (Una moglie per papà)

## Episodi
| Stagione         | Episodi | Prima TV USA | Prima TV Italia |
| ---------------- | ------- | ------------ | --------------- |
| Prima stagione   | 26      | 1969-1970    |                 |
| Seconda stagione | 24      | 1970-1971    |                 |
| Terza stagione   | 23      | 1971-1972    |                 |